# Antiwitz
Ein Antiwitz ist ein Witz, der selbst mit einem bekannten Witzmuster spielt, die benötigte Logik jedoch auf überraschende (und damit eine Distanzierung vom ernsthaften Erzählmuster gestattende) Weise missachtet.
Die Optionen dieses Witzes sind vielfältig: Möglich ist die Verweigerung der Pointe, möglich ein logischer Bruch innerhalb des Witzes (gehen zwei … sagt der dritte), möglich ist nicht minder eine Aussage über die Außenwelt, die sich nicht machen lässt und die hier an einer Stelle erscheint, wo man auf eine ganz andere Pointe noch wartet. Eine Option ist schließlich das Abdriften ins Alberne: Die Erzählung, bei der alle schließlich im Genuss der gemeinsamen Situation weiterlachen, ohne dass größere Pointen das noch erfordern.

## Beispiele
- Gehen zwei durch 'nen Tunnel. Sagt der Dritte zum Vierten: „Ich glaub', wir sind zu fünft.“ Sagt der Sechste: „Versteh' ich nich …“. Und als sie wieder rauskommen hat der Siebte auch ein Eis.
- Springen zwei Bananen auf eine Tanne. Da fliegt ein CD-Player vorbei. Die eine: „Was will der bei dieser Temperatur?“ „Ist doch klar! Heute ist Dienstag!“
- Zwei Männer gehen über eine Brücke. Der eine fällt ins Wasser, der andere heißt Helmut![2]

Wieder andere sind wie Scherzfragen aufgebaut:
- Wie viele Elefanten passen in ein U-Boot? Antwort: Zwölf, weil die Klingel links ist!
- Was ist grün und dreieckig? Antwort: Ein grünes Dreieck!
- Was ist schwarz und dreieckig? Antwort: Der Schatten des grünen Dreiecks!

oder imitieren die Form von Rätseln:
- Karl Malte hat zwei Elefanten: Karl und Malte. Wegen Futtermangel muss er einen der beiden verkaufen. Welchen? Im Anschluss nennt der Rezipient normalerweise einen der zur Auswahl gestellten Namen, z. B. Karl. Daraufhin erwidert der Erzähler: Nein, Malte. Der Rezipient fragt daraufhin für gewöhnlich, warum. Auf diese Frage antwortet der Erzähler: Wegen Futtermangel.

Antiwitze können auch mehrere, aufeinanderfolgende (Nicht-)Pointen haben:
- Frage 1: Was ist grün und hüpft durch den Wald? Antwort: Ein Rudel Gurken.[3]
- Frage 2: Was ist durchsichtig und rennt hinterher? Antwort: Das passende Gurkenglas.
- Frage 3: Und wo ist der Witz? Antwort: Gurken sind gar keine Rudeltiere!

Häufig spielen Antiwitze gerade mit der Missachtung der klassischen Pointe, wodurch paradoxerweise eine neue Pointe erschaffen wird. Bei diesem Witz wird beispielsweise mit der klischeemäßigen Erwartungshaltung gebrochen:
- Frage: Was ist der Unterschied zwischen einer Prostituierten in einer Minen-Stadt und Michael Jackson? Antwort: Die erste hat Sex gegen Geld mit Minenarbeitern, Michael Jackson war ein Popsänger.[4] (Dieser deutsche Antiwitz basiert auf einer Jahrzehnte alten[5] Linie englischer Witze, deren Pointe im Gleichklang von miners (Minenarbeiter) und minors (Minderjährige) liegt.)[6]

Manchmal können Antiwitze auch räumliche/zeitliche Pointen haben:
- Nachts ist es kälter als draußen.
- Drinnen ist es dunkler als den Berg hinunter.
- Über den Berg gehts schneller als zu Fuß.

### Scherzfragen
Antiwitze können auch als Kombination mit Scherzfragen existieren. Die äußere Form des Witzes hält sich dabei an der Form einer Scherzfrage, der Inhalt gleicht aber dem eines Antiwitzes.
Beispiele:
- Ein Schiff fährt von A nach B. Wie alt ist der Kapitän?
- Zwölf Elefanten fahren auf einem Boot. Das Boot geht unter. Warum? Na, weil die Klingel links ist!
- Was ist der Unterschied zwischen einer Krähe? Beide Flügel sind gleich lang, außer dem Rechten.
- Was bekommt man, wenn man eine Scherzfrage mit einer rhetorischen Frage kreuzt?